# 北條貞顯

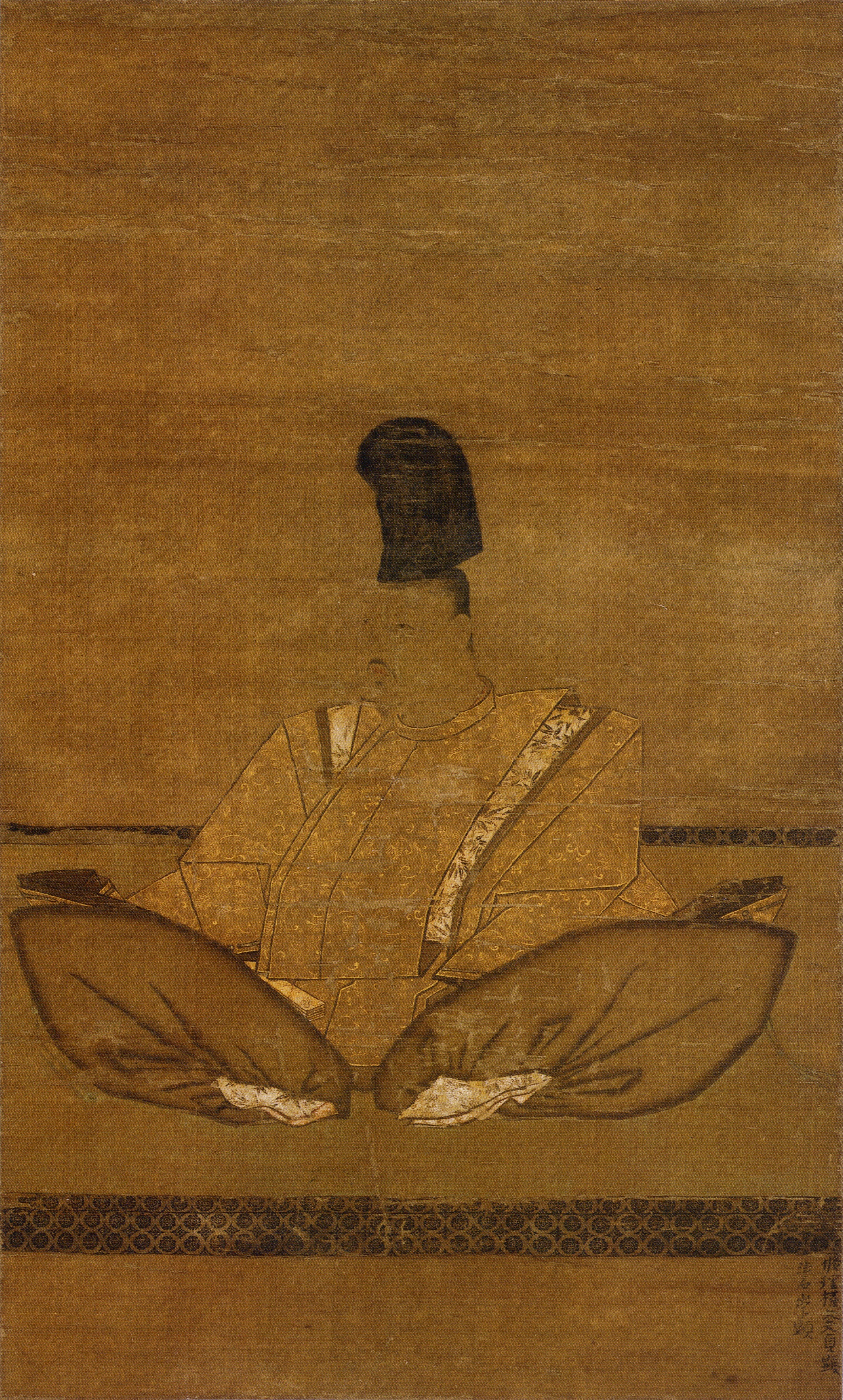
稱名寺藏絹本着色北條貞顯像（國寶）

北條貞顯（1278年—1333年7月4日，又名金澤貞顯，弘安元年－正慶2年/元弘3年5月22日）是日本鎌倉時代鎌倉幕府第十五代執權（1326年），出身於北條家金澤流。玄祖父為第二代執權北條義時，曾祖父為金澤流始祖、小侍所別當北條實泰、第七代執權北條政村的同母弟，祖父為越後守北條實時，父親為越後守北條顯時，母為遠藤為俊之女。

## 成為執權前
因父親北條顯時在1285年發生的霜月骚动受到牽連，此事亦影響了北條貞顯的出仕。直至永仁4年（1296年），北條貞顯才出仕為左近將監。乾元元年（1302年）補任為中務大輔及接替北條宗宣出任第八代南方六波羅探題（1302年－1308年）。執權北條貞時拔擢他成為幕府中樞。延慶元年（1308年），辭任南方六波羅探題後回鎌倉。延慶3年（1310年），再上洛出任第十三代北方六波羅探題（1310年－1314年）。
正和4年（1315年）北條貞顯就任連署。

## 執權時期
正和4年（1326年），北條高時因病而辭退執權之位出家。下一任執權的人選内管領長崎氏支持的高時之子北條邦時與外戚安達氏所支持的（高時之弟）北條泰家對立爭奪得宗及執權之位。同年3月16日，内管領長崎高資擁立北條貞顯為執權以平息此鬥爭。北條泰家因此出家，而不時傳出暗殺貞顯的傳聞，同月26日，貞顯辭去執權之職出家（法名崇顯）。因此，北條貞顯成為在位最短的執權，只有11日。16代執權北條守時就任。此一連串騷動名為嘉曆骚动。

## 後期
元弘3年（1333年）後醍醐天皇的倒幕計畫引發元弘之亂，新田義貞率軍攻撃鎌倉與幕府軍對戰，幕府軍隊大敗，鎌倉幕府滅亡。貞顯最後與當家的北條高時及其他北條氏一門在鎌倉東勝寺自殺，享年54歲。